# دلشت
دلشت (به آلمانی: Dellstedt) یک شهر در آلمان است که در دیمارشن واقع شده‌است. دلشت ۸۰۱ نفر جمعیت دارد.